# Georges Hennequin (père)
Pour les articles homonymes, voir Georges Hennequin et Hennequin.
Georges Hennequin, né Marie Jean Georges Hennequin à Suresnes le 12 février 1867 et mort à Paris (16e arrondissement) le 14 octobre 1940, est un architecte français.
Il est le père de l'architecte homonyme Georges Hennequin (1893-1969).

## Œuvres
- Immeuble à Ablon-sur-Seine, 3 place Chollet, en 1896
- Maison individuelle à Viroflay, 26 rue Lamartine, en 1898
- Demeure à Morvillars : le château des Tourelles, en 1903-1906
- Immeubles de la rue Lagarde et du square Lagarde à Paris
- Immeubles côté impair de la rue Oudry en 1907
- Immeuble d'angle du no 31 avenue de Villiers et du no 6 de la place du Général-Catroux à Paris 17e arrondissement, construit en 1907[3]
- l’Institut d'optique, boulevard Pasteur à Paris, avec son fils en 1927
- Plusieurs immeubles avenue Adrien-Hebrard et square Leroy-Beaulieu, Paris 16e, avec son fils en 1930
- Cité ouvrière et cité jardin de Vauzelles en 1921-1930